# Caserne Grandmaison
La caserne Grandmaison, baptisée à l’origine Tivoli-Kaserne, est une ancienne caserne d’infanterie. Construite pendant l’annexion allemande en Lorraine. Elle est située à Metz, au sud du quartier de Queuleu.

## Contexte historique
Alors que Metz devient un point stratégique majeur de l’empire allemand, l’état-major allemand poursuit les travaux de fortification entamés sous le Second Empire. De nombreuses casernes sont construites pour abriter la garnison allemande qui oscille entre 15 000 et 20 000 hommes au début de la période, et dépasse 25 000 hommes avant la Première Guerre mondiale. Dans cette pépinière de généraux, se côtoient des Bavarois aux casques à chenille, des Prussiens et des Saxons aux casques à pointe et aux uniformes vert sombre, ou encore des Hessois aux uniformes vert clair. Guillaume II, qui vient régulièrement dans la cité lorraine pour inspecter les travaux d’urbanisme et ceux des forts de Metz n’hésite pas à déclarer : « Metz et son corps d’armée constituent une pierre angulaire dans la puissance militaire de l’Allemagne, destinée à protéger la paix de l’Allemagne, voire de toute l’Europe. »

## Construction et aménagements
La caserne Grandmaison est construite à partir de 1902, à l’emplacement de l’ancien domaine de Tivoli. À l’époque, elle est destinée à l’infanterie. Construite en pierre de Jaumont, elle compte 14 bâtiments de style wilhelmien, agencés sur une superficie de 3,5 hectares.

## Affectations successives
Le 1er bataillon du 98e régiment d'infanterie messin, appartenant à la 66e Infanterie-Brigade, y prend ses quartiers en 1902. Rebaptisée « Caserne Grandmaison » en l'honneur du général Louis de Grandmaison (1861-1915), la « caserne Tivoli » est occupée par l'armée française en 1919. Les bâtiments servent de lieu de casernement jusqu’à la Seconde Guerre mondiale. Un bataillon du 151e régiment d'infanterie de ligne y prend ses quartiers en 1930. Les bâtiments servent ensuite d’entrepôts avant d’être désaffectés en 1977. L’ancienne caserne allemande se transforme, le 1er novembre 1984, en établissement d’accueil et en logements pour personnes âgées. La résidence Grandmaison, qui dispose de 55 chambres, fait figure de réalisation pionnière dans ce type d’opération urbanistique. Le programme de réhabilitation, primé au palmarès régional de l'habitat en 1986 et 1991, montre le potentiel de reconversion du patrimoine militaire ancien.